# Serebro

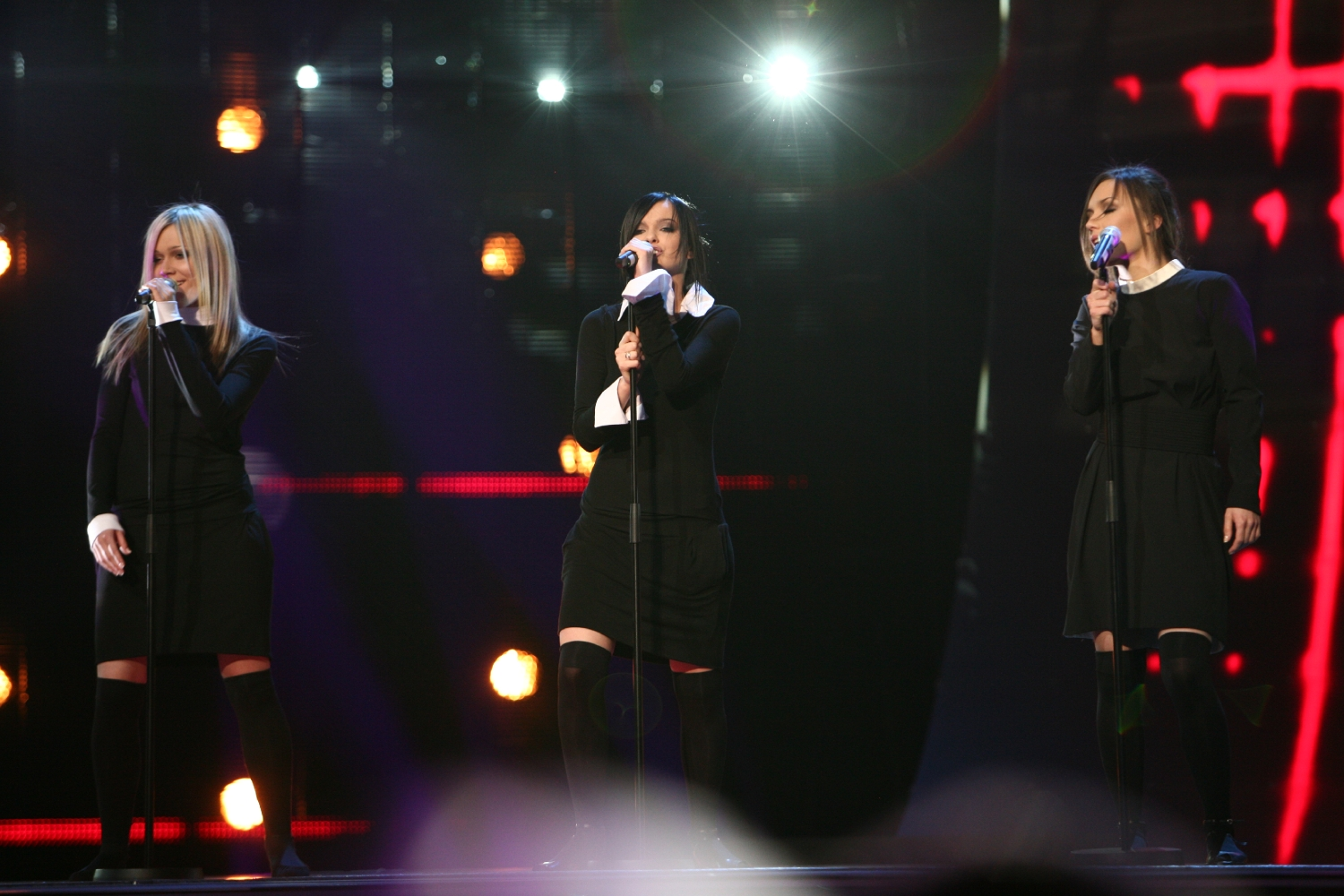
Serebro på scen vid schlagerfinalen i Helsingfors. Foto av Indrek Galetin.

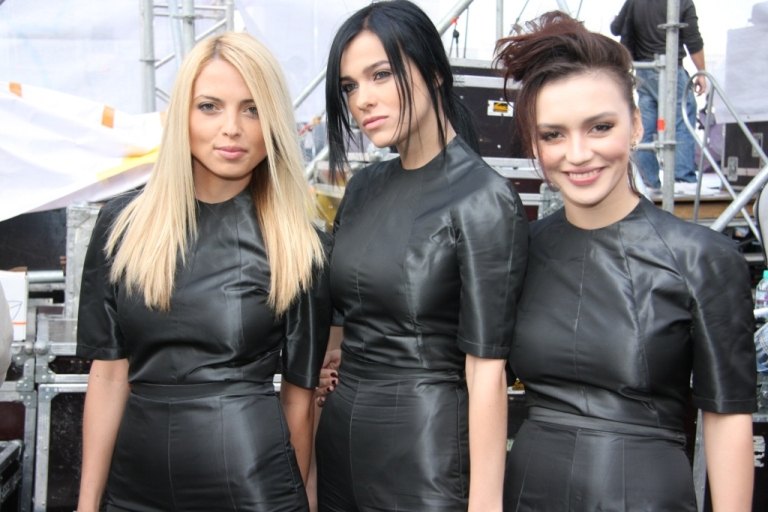
Serebro vid MTV Open Air 2010.

Serebro (ryska: Серебро, "silver") är en rysk musiktrio som bildades av den ryska musikproducenten Maksim Fadjejev år 2006. 

## Medlemmar
Tidigare medlemmar:
- Jelena Temnikova, född 18 april 1985
- Marina Lizorkina, född 9 juni 1983
- Dasha Shashina, född 1 september 1990
- Anastasia Karpova, född 2 november 1984
- Polina Favorskaya, född 21 november 1991

Nuvarande medlemmar:
- Olga Seryabkina, född 12 april 1985
- Tatiana Morgunova, född 25 januari 1998
- Katya Kischuk född 13 december 1993

## Eurovision Song Contest
De valdes att representera Ryssland i Eurovision Song Contest 2007 i Helsingfors. Deras bidrag heter Song #1. Den ryska versionen heter Песня #1 (pesnja nomer odin). I finalen kom Serebro på tredje plats efter Serbien och Ukraina.

## Musik
Deras Eurovisionbidrag var även deras första singel. Alla deras singlar har titeln Song #1, Song #2, Song #3 etc. Vilket underlättar att minnas dem. Song #1 blev en stor hit i Ryssland och låg etta på den ryska singellistan. I Sverige släpptes singeln och nådde plats 35 på försäljningslistan. Nästa singel - Song #2 - heter Dysji (sv: Andas) och nådde plats två på den ryska listan. Deras tredje officiella singel, Opium, släpptes i maj 2008. 
Innan dess hade de framfört ett flertal låtar, men ingen av dem släpptes som officiell singel, varför Opium är Song #3. Även den singeln låg etta i Ryssland.

## Diskografi
- 2007 Song #1
- 2007 Песня #1 (Den ryska versionen av Song #1)
- 2007 Дыши (Dysji)
- 2008 Опиум (Opium)
- 2009 Сладко (Sladko)
- 2011 Mama Lover